# 打出町 (芦屋市)
打出町（うちでちょう）は、兵庫県芦屋市の町名。郵便番号659-0022。

## 世帯数と人口
2022年（令和4年）8月1日現在の世帯数と人口は以下の通りである。
| 町丁   | 世帯数  | 人口  |
| ------ | ------- | ----- |
| 打出町 | 265世帯 | 488人 |

## 小・中学校の学区
市立小・中学校に通う場合、学区は以下の通りとなる。
| 番地 | 小学校               | 中学校             |
| ---- | -------------------- | ------------------ |
| 全域 | 芦屋市立打出浜小学校 | 芦屋市立精道中学校 |

## 交通

### 鉄道
町内に鉄道駅はない。

### 道路
- 阪神高速3号神戸線

## 施設
- 芦屋警察署 打出交番